# Club Hípico El Montanyà
El Club Hípico El Montanyà (en catalán, Club Hípic El Montanyà) es una instalación de hípica ubicada en la finca del Montanyà, en la comarca catalana de Osona, entre las localidades de Seva y Brull, a unos 50 km al norte de Barcelona.
En sus instalaciones se realizan concursos ecuestres; también ha servido de escenario de algunos eventos deportivos como el Abierto de Golf de Cataluña o la Vuelta a Cataluña y de centro de concentración de los equipos Fútbol Club Barcelona y Real Club Deportivo Espanyol. En el recinto del club se encuentra un hotel rural.

## Historia
Fue inaugurado en junio de 1991 con motivo de la celebración de las competiciones de doma, prueba de fondo y pentatlón moderno (salto de obstáculos) de los XXV Juegos Olímpicos.

## Instalaciones
Durante los Juegos, el club constaba de tres zonas diferentes que cubren una superficie de más de 200 ha: las caballerizas, el circuito de campo a través y el campo de golf.
La zona de caballerizas consistía de cuatro edificios con 82 boxes para los caballos, un patio de cuadras y una pista de doma cubierta. El circuito de la prueba de fondo, diseñado por el experto alemán Wolfgang Feld, tenía dos secciones, el circuito de steeple chase de 1477 m y el circuito de campo a través (cross-country) de 7410 m con 33 obstáculos.